# Cal Baster (Teià)
Cal Baster és una masia amb una torre de defensa del municipi de Teià (Maresme). Està protegida com a bé cultural d'interès nacional.

## Descripció
L'antiga masia gòtica ha estat transformada per la incorporació d'un edifici modern, sense gaire interès, tot ocupant la zona dreta a partir del carener de la teulada i disposat perpendicularment a la façana.
El que queda de la masia segueix sent interessant degut a la finestra gòtica que conserva i a la torre situada a la part del darrere de l'edifici. La finestra és d'arc conopial motllurat, treballat en un bloc monolític de pedra i decorat amb arcs trilobats; l'arc recau sobre dues petites impostes decorades amb figures ajagudes que tenen cap d'home i cos d'animal.
La torre és de planta quadrada externament i circular a l'interior. A la dreta de la mateixa hi ha un petit carreró on hi ha l'entrada de la torre. Els murs presenten una certa varietat en l'aparell emprat: carreus grossos ben tallats i polits tant els angles com a les obertures, segments d'arc amb maó i maçoneria, principalment. Té diverses finestres i un matacà a la façana del carreró. Els sostres i la coberta són de fusta i la teulada és de dues vessants.
Torre i masia formen un sol i interessant conjunt amb un gran valor històric i cultural.